# Вьетнам на Олимпийских играх
Вьетнам впервые выступил на Олимпийских играх в 1952 году в Хельсинки. После разделения Вьетнама в 1956—1972 годах на Олимпиадах выступал только Южный Вьетнам. C 1980 года, после воссоединения двух частей Вьетнама, на Олимпиадах выступает команда Социалистической Республики Вьетнам. С 1952 года Вьетнам пропустил только две Летние Олимпиады: в Монреале и в Лос-Анджелесе. При этом Вьетнам ни разу не выступал на зимних Олимпийских играх.
Южный Вьетнам на шести Играх был представлен 37 мужчинами и 2 женщинами, выступавшими в соревнованиях по боксу, велоспорту, дзюдо, лёгкой атлетике, плаванию, стрельбе и фехтованию. Наиболее представительная делегация Южного Вьетнама (16 спортсменов) приняла участие в Играх в Токио в 1964 году.
В свою очередь, представители СРВ (45 мужчин и 29 женщин) участвовали в состязаниях по бадминтону, боксу, борьбе, велоспорту, гимнастике, академической гребле, дзюдо, лёгкой атлетике, настольному теннису, плаванию, стрельбе, тхэквондо, тяжёлой атлетике. При этом наибольшее число спортсменов (30 человек) выступало на дебютной для Социалистической Республики Вьетнам Олимпиаде в Москве в 1980 году.
За время выступления на Олимпийских играх спортсмены Вьетнама завоевали 5 медалей (1 золото, 3 серебра, 1 бронза) в соревнованиях по тхэквондо, тяжёлой атлетике и стрельбе. В первый день Олимпиады в Рио-де-Жанейро стрелок Хоанг Суан Винь стал первым в истории Вьетнама олимпийским чемпионом.

## Медалисты
| Медаль  | Спортсмен        | Игры                | Вид спорта       | Дисциплина                     |
| ------- | ---------------- | ------------------- | ---------------- | ------------------------------ |
| Серебро | Чан Хьеу Нган    | 2000 Сидней         | Тхэквондо        | до 57 кг, женщины              |
| Серебро | Хоанг Ань Туан   | 2008 Пекин          | Тяжёлая атлетика | до 56 кг, мужчины              |
| Бронза  | Чан Ле Куок Тоан | 2012 Лондон         | Тяжёлая атлетика | до 56 кг, мужчины              |
| Золото  | Хоанг Суан Винь  | 2016 Рио-де-Жанейро | Стрельба         | пневм. пистолет, 10 м, мужчины |
| Серебро | Хоанг Суан Винь  | 2016 Рио-де-Жанейро | Стрельба         | пистолет, 50 метров, мужчины   |

## Медальная таблица

### Медали на летних Олимпийских играх
| Игры                    | Золото        | Серебро       | Бронза        | Всего         |
| ----------------------- | ------------- | ------------- | ------------- | ------------- |
| 1952 Хельсинки          | 0             | 0             | 0             | 0             |
| 1956 Мельбурн/Стокгольм | 0             | 0             | 0             | 0             |
| 1960 Рим                | 0             | 0             | 0             | 0             |
| 1964 Токио              | 0             | 0             | 0             | 0             |
| 1968 Мехико             | 0             | 0             | 0             | 0             |
| 1972 Мюнхен             | 0             | 0             | 0             | 0             |
| 1976 Монреаль           | Не участвовал | Не участвовал | Не участвовал | Не участвовал |
| 1980 Москва             | 0             | 0             | 0             | 0             |
| 1984 Лос-Анджелес       | Не участвовал | Не участвовал | Не участвовал | Не участвовал |
| 1988 Сеул               | 0             | 0             | 0             | 0             |
| 1992 Барселона          | 0             | 0             | 0             | 0             |
| 1996 Атланта            | 0             | 0             | 0             | 0             |
| 2000 Сидней             | 0             | 1             | 0             | 1             |
| 2004 Афины              | 0             | 0             | 0             | 0             |
| 2008 Пекин              | 0             | 1             | 0             | 1             |
| 2012 Лондон             | 0             | 0             | 1             | 1             |
| 2016 Рио-де-Жанейро     | 1             | 1             | 0             | 2             |
| 2020 Токио              | 0             | 0             | 0             | 0             |
| 2024 Париж              | 0             | 0             | 0             | 0             |
| Всего                   | 1             | 3             | 1             | 5             |

### Медали по видам спорта
| Соревнование     | Золото | Серебро | Бронза | Всего |
| ---------------- | ------ | ------- | ------ | ----- |
| Стрельба         | 1      | 1       | 0      | 2     |
| Тхэквондо        | 0      | 1       | 0      | 1     |
| Тяжёлая атлетика | 0      | 1       | 1      | 2     |
| Итого            | 1      | 3       | 1      | 5     |